# Siren (film, 2016)
Pour les articles homonymes, voir Siren.
Série
Amateur Night V/H/S
(2012)
Pour plus de détails, voir Fiche technique et Distribution.
Siren est un film d'horreur américain  réalisé par Gregg Bishop (en) sorti en 2016.
Il s'agit du 1er spin-off de la franchise V/H/S (en).

## Fiche technique
Sauf indication contraire, les informations mentionnées dans cette section peuvent être confirmées par la base de données cinématographiques IMDb,  présente dans la section « Liens externes ».
- Titre original : Siren
- Réalisation : Gregg Bishop (en)
- Pays d'origine :  États-Unis
- Langues originales : anglais
- Genres : horreur, found footage
- Dates de sortie : 
  - États-Unis : 2016

## Distribution
- Chase Williamson : Jonah
- Hannah Fierman : Lily
- Justin Welborn : Mr. Nyx
- Hayes Mercure : Rand
- Michael Aaron Milligan : Mac
- Brittany S. Hall : Ash
- Randy McDowell : Elliott
- Lindsey Garrett : Eva
- William Mark McCullough : The Addict
- Patrick Wood : Bouncer
- Stephen Caudill : Sheriff Boone
- Brian F. Durkin : Officer O'Brian
- Preston James Hillier : Officer Collins
- Ava Atwood : Young Lily
- Elyse Dufour : Aoide, the door girl
- Vivian Kyle : Mcler, the gold dancer
- Ashley Skelly : Mxxmr, the knife dancer
- Monica Ollander : Jonah's 1st Girlfriend
- Jude S. Walko : Temptations Bartender
- Andrea Joe : Temptations Stripper
- Angel Jager : Thelxinoe
- Karla Droege : Calliope
- Krystal Marie Badia : Cllisto
- Blair Redford : Drunk Guy
- Erling Onsager : Young Jonah